# Fabio Mignanelli
Fabio Mignanelli (Siena, 25 de abril de 1496 - Roma, 10 de agosto de 1557) foi um cardeal do século XVII

## Biografia
Nasceu em Siena em 25 de abril de 1496. De família patrícia. Filho de Pietro Paolo Mignanelli e Onorata Saraceni. Parente dos cardeais Giovanni Michele Saraceni (1551) e Gianantonio Capizucchi (1555).
Frequentou a Universidade de Siena, onde obteve o doutorado em utroque iure , tanto em direito canônico quanto em direito civil..
Professor da Universidade de Siena. Foi para Roma e tornou-se advogado consistorial em 1533. Casou-se com Antonina Capodiferro, irmã do cardeal Girolamo, e teve um filho; quando ela morreu, ele ingressou no estado eclesiástico após ter sido concedida pela grande penitenciária dispensa de acusações de bigamia e irregularidades criminais. Foi em missão em Veneza em 1537 para pedir àquela república que abandonasse a sua aliança com os turcos e participasse na guerra contra eles. Enviado ao imperador Carlos V em outubro de 1537 para apresentar a petição do Papa Paulo III para o segundo adiamento do concílio. Na primavera de 1538, fez parte da comitiva papal do congresso de Nice; e pouco depois, ao encontro entre o papa e o imperador em Genebra. Núncio perante Fernando I, rei dos romanos, 3 de setembro de 1538 a abril de 1539. Auditor da Sagrada Rota Romana, 1540. Protonotário apostólico. Prelado doméstico de Sua Santidade..
Clérigo de Siena..
Eleito bispo de Lucera em 15 de novembro de 1540. Consagrado (nenhuma informação encontrada). Governador e vice-legado de Bolonha, 14 de abril de 1541. Núncio em Veneza, 22 de julho de 1543; recordado, 2 de agosto de 1544. Núncio perante Fernando I, rei dos romanos, 12 de março de 1545; participou da Dieta de Worms, onde chegou em 2 de abril de 1545; voltou a Roma no mês de agosto seguinte. Participou da abertura do Concílio de Trento, 13 de dezembro de 1545. Vice-legado em Marche, 1546. Núncio perante o imperador Carlos V para informá-lo sobre diversos acontecimentos, 20 de setembro de 1546. Vice-legado em Ascoli, 1548. Vice-legado. legado novamente em Marche, 9 de junho de 1550. Reitor da igreja da Santíssima Virgem de Castro Casulano e do mosteiro camaldulense de S. Vigilio, 9 de junho de 1551. Comissário da custódia dos portos do Adriático, 10 de junho de 1551..
Criado cardeal sacerdote no consistório de 20 de novembro de 1551; recebeu o barrete vermelho e o título de S. Silvestro in Capite, em 4 de dezembro de 1551. Prefeito do Tribunal da Assinatura Apostólica de Justiça. Legado a latere para pacificar Siena e in pace conservandos, 13 de agosto de 1552. Renunciou ao governo da diocese, 17 de maio de 1553. Administrador de Grosseto, 17 de maio de 1553; renunciou em favor de seu sobrinho, Giacomo Mignanelli, em 2 de outubro de 1553. Nomeado pelo Papa Júlio III prefeito dos Estados Papais. Participou do Conclave de abril de 1555, que elegeu o Papa Marcelo II. Participou do Conclave de maio de 1555, que elegeu o Papa Paulo IV. Optou pelo título de Ss. Giovanni e Paolo, 12 de junho de 1556..
Morreu em Roma em 10 de agosto de 1557, Roma. Sepultado na igreja de S. Maria della Pace, Roma.